# Museo Grévin
Il Museo Grévin (in francese Musée Grévin) è un museo delle cere situato a Parigi. 
Aperto nel 1882, è nel IX arrondissement. Vi si trovano oltre 200 riproduzioni di personaggi famosi in cera, da Albert Einstein a Michael Jackson, da Alfred Hitchcock a Madre Teresa di Calcutta. Si trova all'interno di una struttura che comprende anche il teatro Grévin (sala adibita a spettacoli di danza) e il Palais des Mirages, un'attrazione che utilizza il principio dell'illusione ottica, dal 2006 sotto il patrocinio artistico di Arturo Brachetti, anch'egli omaggiato con una statua di cera.